# デス・フロント
『デス・フロント』(Deathwatch) は2002年制作のイギリス映画。戦場が舞台のホラー映画。主演は『リトル・ダンサー』のジェイミー・ベル。監督はマイケル・J・バセットで初の長編映画。

## ストーリー
第一次世界大戦下の1917年、ヨーロッパの西部戦線ではドイツ軍と連合軍が激しい戦いを繰り広げていた。味方とはぐれたイギリス兵たちが濃霧に閉ざされ、ぬかるみに死体が散らばる無人地帯をさまよううち、大規模な塹壕陣地にたどり着く。目の前の塹壕に数人のドイツ兵を見付けたが、ドイツ兵たちは塹壕の奥へ向かって銃を構えていて、イギリス兵の姿を見ても意に介せず、塹壕の奥へ注意を向けたままであった。イギリス兵たちはフリードリッヒと名乗る若いドイツ兵を捕え、他のドイツ兵は射殺されるか逃亡した。フリードリッヒは英語を話せず、若いシェイクスピア二等兵がフランス語による通訳を任された。イギリス兵たちは、味方と連絡が取れるまで現在位置を確保することにしたが、複雑に入り組んだ塹壕の中で怪奇現象が相次ぎ、ひとりまたひとりと不可解な死に見舞われる。イギリス兵たちはどこかに隠れているドイツ軍の仕業かと疑い、フリードリッヒを痛めつけるが、シェイクスピアはフリードリッヒが漏らす言葉から「この塹壕には邪悪なものがいる」と知らされる。

## キャスト
| 役名                             | 俳優                         | 日本語吹替 |
| -------------------------------- | ---------------------------- | ---------- |
| チャーリー・シェイクスピア二等兵 | ジェイミー・ベル             | 浪川大輔   |
| デイビッド・テイト軍曹           | ヒューゴ・スピアー           | 諸角憲一   |
| ドクター・フェアウエザー上等兵   | マシュー・リース             | 藤本隆行   |
| トーマス・クイン一等兵           | アンディ・サーキス           | 飯島肇     |
| ブラムウェル・ジェニングス大尉   | ローレンス・フォックス       | 桐本琢也   |
| ウィリー・マクニース一等兵       | ディーン・レノックス・ケリー |            |
| フリードリッヒ                   | トーベン・リープレヒト       |            |
| アンソニー・ブラッドフォード     | ヒュー・オコナー             | 草尾毅     |
| ジャック・ホークストーン一等兵   | ハンス・マシソン             |            |
| バリー・ストラリンスキー一等兵   | クリス・マーシャル           | 風間勇刀   |

- その他の声の吹き替え：田中一永／水島大宙／大水忠相／上田陽司／船木真人